# 服間村
服間村（ふくまむら）は福井県今立郡にあった村。現在の越前市の北東端にあたる。

## 地理
- 山岳 ： 八幡山、高雄山、権現山
- 河川 ： 服部川

## 歴史
- 1889年（明治22年）4月1日 - 町村制の施行により、市野々村、柳村、炭焼村、赤谷村、南中村、大谷村、殿村、長谷村、北坂下村、室谷村、高岡村、朽飯村、藤木村、領家村、東樫尾村、春山村、波垣村、寺地村、横住村、清根村、相ノ木村及び西河内村の区域をもって、服間村が発足する。
- 1927年（昭和2年）2月10日 - 豪雪により室谷地内で雪崩が発生。民家2軒を押しつぶして死者・行方不明者3人[1]。
- 1955年（昭和30年）3月31日 - 粟田部町、南中山村及び服間村が合併して、改めて粟田部町が発足する。

## 経済
農業
『大日本篤農家名鑑』によれば服間村の篤農家は、「山田權藏、若泉孝治郎、飯田治左衛門、上阪忠七郎、成田伊助、國久榮治郎、為永與左衛門、長谷川太右衛門、仲下彌左衛門、奥谷廣、服部乗誓、奥田豊和、市橋利平、石黒彌太郎、小柏惣左衛門、為永廣吉、石本長左衛門」などである。